# Evrim Akyigit
Evrim Akyigit (İzmir, 31 januari 1977) is een Nederlands actrice van Turkse achtergrond. Ze is vooral bekend als Elif Cabar-Özal in de soapserie ONM.

## Levensloop
Evrim Akyigit kwam op 5-jarige leeftijd met haar ouders vanuit Turkije naar Nederland. Ze maakte de havo af, en kreeg daarna een rol in de serie Fort Alpha, waar ze twee seizoenen speelde. Daarna speelde ze nog enige kleine rollen bij Teleac en In de Praktijk. Vervolgens ging ze naar de Toneelschool in Arnhem, waar ze in juni 2004 haar diploma behaalde. Vrij snel daarna werd Akyigit gevraagd voor de rol van Elif Özal in ONM. Deze speelde ze tot 2007. Ook speelt ze in de NCRV-serie Levenslied.

## Filmografie
- Woensdag, gehaktdag - Rachel (1996)
- Fort Alpha - Toprak Yuksel (1996-1997)
- Duidelijke taal! - Ayfar (1997)
- Tom & Thomas - Spiegeldoolhof bezoeker (2002)
- Onderweg naar Morgen - Elif Özal (2005-2007)
- Levenslied - Yildiz (2011-2013)
- Flikken Maastricht - Elif Hamza (2014)
- The book of Mikey - Anne (2015)
- Die heart - Florien (2015)
- Art - Vertaler (2015)
- De ontsnapping - Saida (2015)
- Flikken Rotterdam - Advocaat (2018, seizoen 3 afl. 4)
- Oogappels - Hanna (2021-heden)
- De Ring - rechter-commissaris (2024)
- Goudappels - Hanna (2024)
- De Vuurwerkramp - Sacha (2025)

## Trivia
- Jop Joris, die de rol van Joost van Walsum speelt in ONM, speelde ook al met haar samen in Fort Alpha.